# Mensa International
Mensa este o organizație internațională non-profit a oamenilor cu un IQ mult peste medie, membrii ei clasându-se printre primii 2% la testele de inteligență folosite de organizație. Este compusă din grupuri naționale aflate sub autoritatea formală a Mensa International.

### Scurt istoric
A fost fondată în 1946 de Roland Berrill, un avocat australian, și Dr. Lancelot Ware, un om de știință britanic. Scopul a fost de creare a unei organizații apolitice a oamenilor inteligenți, fără să se facă diferențieri sociale, rasiale, religioase sau de altă natură.

### Structura organizațională
Mensa are peste 100.000 de membri, grupați în 50 de organizații naționale. Cele mai mari grupuri naționale sunt cel american (cu 50.000 de membri) și cel britanic (cu 25.000 de membri). Există și subgrupuri axate pe anumite interese comune (Special Interest Groups - SIGs), ca motociclismul, electronica sau cooperarea în afaceri, și care nu țin cont de localizarea geografică a membrilor lor.
Printre cei mai tineri membri admiși în această organizație se află:
- Oscar Wrigley (cea mai tânără persoană intrată aici) admis în 2009 la vârsta de doi ani, cinci luni și 11 zile și al cărui IQ se pare că depășește 160;
- Elise Tan Roberts, din Edmonton, Londra, care a fost acceptat, în 2008, cu un IQ de 154 la vârsta de doar doi ani, patru luni și 14 zile;
- Ben Woods, care avea doi ani și 10 luni în 1995.